# البريد الإيراني
البريد الإيراني أو إيران بوست هي شركة مملوكة للحكومة وتديرها ومسؤولة عن تقديم الخدمات البريدية في إيران . تقوم إيران بوست بنقل أكثر من 3 ملايين طرد يوميًا وتربط حوالي 29000 وجهة بينما توظف أكثر من 16000 شخص.
وفقًا لمصادر الحكومة الإيرانية في عام 2015 ، فإن أعلى حجم للبريد الصادر الذي تتعامل معه يذهب إلى الولايات المتحدة ويصل أكبر عدد من البريد الوارد من ألمانيا والصين وإنجلترا.
اعتبارًا من عام 2015 ، كان لدى إيران بوست خطط للتعاون مع شركة النقل والإمداد الألمانية دي إتش إل إكسبريس وشركة تسليم الطرود الهولندية تي إن تي أكسبريس .

## روابط خارجية
- الموقع الرسمي (إصدار اللغة الإنجليزية)